# Alain Defossé
Pour les articles homonymes, voir Defossé.
Alain Defossé est un écrivain et traducteur français, né Alain Billion à Nantes le 11 février 1957 et mort à Paris 19e le 14 mai 2017,.

## Biographie

### Roman noir
En 2012, Alain Defossé publie un roman autobiographique dans lequel il relate des faits qu'il a occultés pendant dix ans. A Châteaubriant, lundi 19 juillet 1999 dans la soirée, il fait partie des clients du bar La Louisiane dont le gérant, Didier Tallineau assassinera quelques heures plus tard Carole Le Yondre, 19 ans étudiante à l'école d'infirmière. Il explique dans son livre que malgré sa présence dans cet estaminet le soir du crime, il n'a jamais été interrogé par la police en tant que témoin oculaire.

## Œuvres

### Romans, récits
- Les Fourmis d'Anvers (Salvy, 1991 ; Éd. du Rocher, coll. "Motifs", 2007)
- Retour à la ville (Salvy, 1996 ; Joca Seria, 2012)
- Dimanche au Mont Valérien (Joca Seria, 2000)
- Dans la douceur du soir (PARC, 2004)
- Chien de cendres (Panama, 2006)
- L'Homme en habit (Éd. du Rocher, 2007)
- Mes Inconnues (Phébus, 2011)
- On ne tue pas les gens (Flammarion, 2012)
- Effraction (Fayard, 2015)

### Textes
- De la fréquentation des anges, in revue Objet Perdu, 1995
- Paris, un vendredi soir, in revue Pylône, 2003
- Désolée, in revue Eponyme, 2006
- Azure, textes. (Émoticourt, 2013)

### Radio
- L'Homme en habit (version radiophonique) France-Culture, 2009
- Solange (version radiophonique, in Mes Inconnues), France-Culture, 2009.

### Traductions
- On a volé la boîte aux lettres de Burley Cross. Nicola Barker. (Actes Sud, 2016)
- Derrière la porte. Sarah Waters (Denoël, 2015)
- Lune noire. Kenneth Calhoun (Actes Sud, 2015)
- La Piscine-bibliothèque. Alan Hollinghurst. (Albin-Michel, 2015)
- La Musique et la nuit. Lawrence Block. (Calmann-Lévy, 2015)
- Darkmans. Nicola Barker. (Actes Sud, 2014)
- Et de deux. Lawrence Block. (Calmann-Lévy, 2014)
- Le Coup du hasard. Lawrence Block. (Calmann-Lévy, 2013)
- England's Lane. Joseph Connolly. (Flammarion, 2013)
- Clair. Nicola Barker. (Actes Sud / Jacqueline Chambon, 2013)
- Dernières nouvelles d'Écosse. Laura Hird (Treizième Note, 2012)
- Skinheads. John King (Le Diable Vauvert, 2012)
- Piégées. Gordon Reece (Flammarion, 2011)
- Le Kiosque. Olga Grushin (Rivages, 2011)
- L'Indésirable. Sarah Waters (Denoël, 2010)
- La Nuit de Tomahawk. Michael Koryta (Le Seuil, 2009)
- Carnets et Fantômes. Toby Litt. in Assises du roman (Villa Gillet / Le Monde, 2009)
- Jack l'Épate et Mary pleine de grâce. Joseph Connolly (Flammarion, 2008)
- Un Hôpital d'enfer. Toby Litt. (Phébus, 2008)
- Les 7 jours de Peter Crumb. Jonny Glynn. (Panama, 2008)
- Peste. Chuck Palahniuk. (Denoël, 2008)
- Amitiés mortelles (Past Mortem), de Ben Elton. (Belfond, coll. "Nuits noires", 2007)
- "Gâteau au chocolat à la Irvine Welsh" in "La Soupe de Kafka". Mark Crick. (Flammarion, 2006)
- Ronde de nuit. Sarah Waters. (Denoël, 2006)
- L’Amour est une chose étrange. Joseph Connolly. (Flammarion, 2006)
- La Vie rêvée de Sukhanov. Olga Grushin. (Panama, 2006)
- S.O.S. Joseph Connolly. (L’Olivier, 2005)
- Le Tango des agapanthes. David Francis. (Le Seuil, 2005)
- Les Voix. Susan Elderkin. (Le Seuil, 2005)
- Aux couleurs de l’Angleterre. John King. (L’Olivier, 2005)
- Ça ne peut plus durer. Joseph Connolly. (L’Olivier, 2003)
- Human Punk. John King. (L’Olivier, 2003)
- Les Lois de l’hérédité. Laura Hird. (Le Serpent à plumes, 2003)
- Z’yeux au Carré. John King, in Intoxication. (Le Diable Vauvert, 2002)
- Ianto l’enragé. Niall Griffiths (L’Olivier, 2002)
- Confessions amères d’un voyou écossais. Irvine Welsh, in Le Foot (J’ai lu, 2002)
- La Racaille de Roachdale Road. Mike Duff. (Le Serpent à plumes, 2002)
- N’oublie pas mes petits souliers. Joseph Connolly. (L’Olivier, 2000)
- Danny Boy. Jo-Ann Goodwin. (Flammarion, 2000)
- L’Ongle. Laura Hird. (Le Serpent à plumes, 2000)
- Vacances anglaises. Joseph Connolly. (L’Olivier, 2000)
- La Meute. John King. (L’Olivier, 2000)
- Une Ordure. Irvine Welsh. (L’Olivier, 2000)
- Ecstasy. Irvine Welsh. (L’Olivier, 1999)
- Alice et autres nouvelles. Anaïs Nin. (La Musardine, 1999)
- Maillot sans manche. John King, in Mondial 98 (Libération, 1998)
- Aspects de la Provence. John Pope-Hennessy. (Salvy, 1998)
- Football Factory. John King. (Alpha Bleue, 1998)
- Prélude au désastre. Violet Trefusis. (Salvy, 1997)
- Mort sur catalogue. Stephen Gallagher. (Albin-Michel, 1997)
- Les étranges lumières du Professeur Caritat. S. Lukes. (Salvy, 1997)
- Impressions de Londres. V. S Pritchett. (Salvy, 1996)
- Face à face. Chuck Hogan. (Albin-Michel, 1996)
- Artemisia. Agnes Merlet. (Scénario. Première Heure, 1996)
- Angleterre, leur Angleterre. A. McDonnel. (Salvy, 1996)
- Autour du monde avec Tante Mame. Patrick Dennis. (Salvy, 1995) (Flammarion, 2011)
- La Proie de l’ombre. John Sandford. (Belfond, 1995)
- 9,5 Functional. Baillie Walsh. (Scénario. Première Heure, 1995)
- Christopher et Columbus. E. von Arnim. (Salvy, 1995)
- En observant Venise. Mary McCarthy. (Salvy, 1994)
- Les Pierres de Florence. Mary McCarthy. (Salvy, 1994)
- Tante Mame. Patrick Dennis. (Salvy, 1994) (Flammarion, 2010)
- L’Œil de l’aigle. Blanche d’Alpuget. (Belfond, 1994)
- Les Tigres de la colère. P. Rosenberg. (Belfond, 1993)
- Snobs. E. F. Benson. (Salvy, 1993)
- Une Proie en hiver. John Sandford. (Belfond, 1993)
- Les Yeux de l’ange. Eric Lustbader. (Belfond, 1992)
- Moloch. Henry Miller. (Belfond, 1992))
- Mon Père et moi. J.R. Ackerley. (Salvy, 1992)
- Ma Chienne Tulip. J. R. Ackerley. (Salvy, 1992
- Crazy Cock. Henry Miller. (Belfond, 1991)
- American Psycho. Bret Easton Ellis. (Salvy, 1991)
- Le Jeu du Chien-loup. John Sandford. (Belfond, 1990)
- Des Rires et des larmes. Noel Barber. (Belfond, 1990)